# Papua-Nowa Gwinea na Letnich Igrzyskach Olimpijskich Młodzieży 2010
Papuę-Nową Gwineę na Letnich Igrzyskach Olimpijskich Młodzieży 2010 w Singapurze reprezentowało 21 sportowców w 4 dyscyplinach.

## Skład kadry

### Lekkoatletyka
| Zawodnik   | Konkurencja            | Eliminacje         | Eliminacje         | Finał | Finał   | Pozycja |
| Zawodnik   | Konkurencja            | Czas               | Pozycja            | Czas  | Pozycja | Pozycja |
| ---------- | ---------------------- | ------------------ | ------------------ | ----- | ------- | ------- |
| John Rivan | Bieg na 200 m mężczyzn | Dyskwalifikacja QD | Dyskwalifikacja QD | 22,12 | 1.      | 18.     |

QD - kwalifikacja do finału D

### Piłka nożna

#### Skład
- Cathura Ramoi
- Carolyn Obi
- Bridget Kadu
- Talitha Irakau
- Josephine McNamara
- Lucy Maino
- Grace Steven
- Alexier Stephen
- Fiona Vulia
- Geenaidah Willie
- Dinna Awele
- Catherine Sebenaia
- Ramona Lorenz
- Rumona Morris (C)
- Georgina Kaikas
- Biangka Gubag
- Maravai Vulia
- Wena Laka

#### Mecze
| Faza turnieju     | Przeciwnik        | Data i godzina          | Wynik          | Bramki dla Papui-Nowej Gwinei                            |
| ----------------- | ----------------- | ----------------------- | -------------- | -------------------------------------------------------- |
| Grupa A           | Iran              | 15.08.2010, 18:00 (SST) | P 1:0 (0:0)    |                                                          |
| Grupa A           | Turcja            | 18.08.2010, 18:00 (SST) | P 0:4 (0:1)    |                                                          |
| Mecz o 5. miejsce | Trynidad i Tobago | 23.08.2010, 18:00 (SST) | P 0:0 (k. 2:4) | W serii rzutów karnych - Rumona Morris - Georgina Kaikas |

Końcowy wynik: 6. miejsce

### Pływanie
| Zawodnik   | Konkurencja                    | Eliminacje | Eliminacje | Półfinały | Półfinały | Finał | Finał   | Źródła |
| Zawodnik   | Konkurencja                    | Czas       | Pozycja    | Czas      | Pozycja   | Czas  | Pozycja | Źródła |
| ---------- | ------------------------------ | ---------- | ---------- | --------- | --------- | ----- | ------- | ------ |
| Ian Nakmai | 50 m. st. klasycznym mężczyzn  | 32.06      | 6. Q       | 31.66     | 7.        |       |         | [ 6 ]  |
| Ian Nakmai | 100 m. st. klasycznym mężczyzn | DNS        | DNS        |           |           |       |         | [ 7 ]  |

### Podnoszenie ciężarów
| Zawodnik    | Konkurencja        | Rwanie | Rwanie  | Podrzut | Podrzut | Wynik końcowy | Wynik końcowy | Źródło |
| Zawodnik    | Konkurencja        | Wynik  | Pozycja | Wynik   | Pozycja | Wynik         | Pozycja       | Źródło |
| ----------- | ------------------ | ------ | ------- | ------- | ------- | ------------- | ------------- | ------ |
| Steven Kari | Kategoria do 77 kg | 115 kg |         | 155 kg  |         | 270 kg        | 4.            | [ 8 ]  |